# Carlos Ott
Carlos A. Ott Buenafama (Montevideo, 16 d'octubre de 1946) és un arquitecte uruguaià resident al Canadà, que ha construït «obres d'art habitables» gairebé tot arreu al món. Es fill del també arquitecte Carlos Ott Rius.

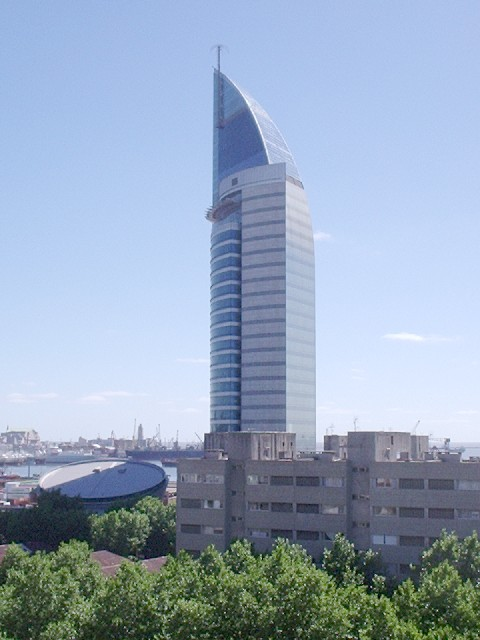
Torre Antel, Montevideo, Uruguai

Graduat per la Facultat d'Arquitectura de la Universitat de la República a Montevideo, el 1971 va anar als Estats Units a completar la seva formació, profitant una beca atorgada pel Programa Fulbright de l'escola d'arquitectura de Washington. Es va establir a Toronto el 1975.
Es va fer famós per guanyar el concurs (al qual es van presentar 744 arquitectes de tot el món el 1983 per a la construcció de l'Òpera de la Bastilla. Va treballar-hi sol i va triumfar contra equips famosos d'arreu al món. Aquest edifici es va inaugurar el 1989. L'arquitectura de l'Òpera de la Bastilla està marcada per la transparència de les façanes i per l'ocupació de materials idèntics tant a l'interior com a l'exterior. Amb una capacitat 2700 butaques i una acústica homogènia, els seus equips d'escenaris únics, a més d'espais tècnic i d'assaig, és un dels primers grans teatres de la segona meitat del segle xx.

## Altres obres
Carlos Ott també és autor, entre altres obres, de la Banca Nacional de Dubai (1997), l'Aeroport Internacional de Laguna del Sauce de Punta del Este (1997), l'Aeroport Internacional d'Ushuaia Malvines Argentines (1995), el Libertad Plaza de Buenos Aires (2000) i la Torre Antel a Montevideo. En una de les seves creacions recents, inaugurat el gener de 2022, el Museu d'Art Contemporani Atchugarry, també a Punta del Este fa servir estructures de fusta laminada com principal material estructural.